# Promptuarium iconum insigniorum

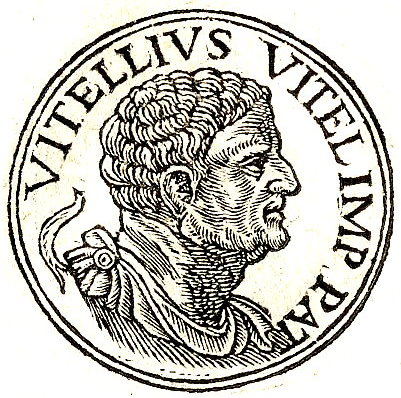
Lucius Vitellius Maior, père de l'empereur Vitellius. Figure en médaille tirée du Promptuarium et gravée apparemment d'après une statue ou une médaille antique, mais plus vraisemblablement imaginaire.

Le Promptuarium iconum insigniorum, édité en français sous le titre du Promptuaire des medalles des plus renommees personnes, est un ouvrage d'iconographie réalisé par Guillaume Rouillé, publié à Lyon en 1553.

## Présentation
L'ouvrage contient 950 portraits conçus comme des médailles. Dans sa préface, l'auteur fait remarquer qu'afin qu'on ne lui reproche pas d'avoir répandu dans le public de la fausse monnaie, nul n'étant tenu à l'impossible, les figures des hommes ayant vécu avant le déluge ou avant l'invention de l'art de peindre ou de graver sont fictives et inventées, mais dessinées selon les caractéristiques de leurs pays, de leurs exploits ou de leurs personnalités.
Malgré cette mise en garde, on peut également considérer comme imaginaires les nombreuses figures de personnages historiques dont il ne reste de nos jours aucune trace iconographique attestée. Quant au reste, les portraits seraient faits d'après des peintures médiévales, des collections numismatiques, sigillographiques ou d'intailles antiques auxquelles le graveur aurait eu accès. Ils sont dus au calame d'un graveur inconnu et il est erroné d'attribuer ces gravures de niveau moyen au peintre talentueux Corneille de Lyon comme l'avait suggéré Henri Bouchot en 1892.
Le livre contient aussi de courtes biographies des personnages les plus importants, à commencer Adam et Ève.

## Traductions

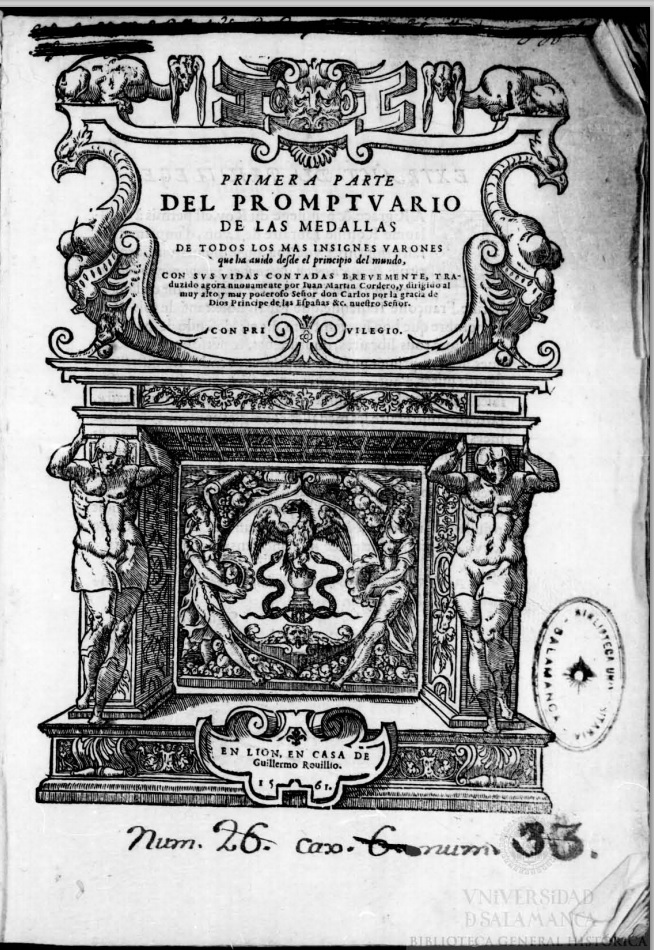
Première page de l'édition espagnole (1561)

Le privilège royal concédait à Rouillé le droit de publier l'ouvrage en quatre langues : latin, français, italien et espagnol.
Il publia à Lyon en 1553, les versions latine, française, Promptuaire des médailles des plus renommées personnes qui ont esté depuis le commencement du monde, et italienne, Prontuario de le medaglie de piu illustri e fulgenti huomini e donne dal principio del mondo infino al presente tempo.
La traduction espagnole (castillane), Prontuario de las medallas de todos los más insignes varones que ha habido desde el principio del mundo, est l’œuvre du théologien et traducteur valencien Joan Martí Cordero (ca), lequel adresse sa dédicace de l'ouvrage, datée du 8 septembre 1558 de l'université de Louvain où il est alors étudiant, au prince « don Carlos, par la grâce de Dieu, prince des Espagnes », fils du roi Philippe II et alors héritier du trône . La première édition espagnole du Promptuarium ne sort des presses de Rouillé à Lyon qu'en 1561,,